# آشیانه عقاب

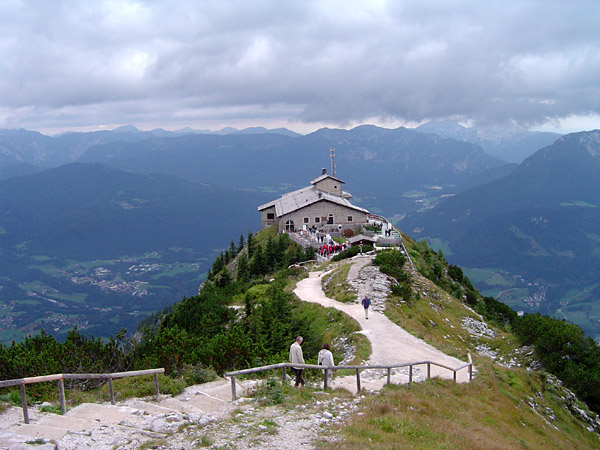
آشیانهٔ عقاب بربالای کوه‌های آلپ

آشیانهٔ عقاب (به آلمانی: Kehlsteinhaus) تلفظ: کِل‌شتَین‌هاوس، (به انگلیسی: Eagle's Nest) نام اقامتگاهی بربالای کوه‌های آلپ بود که تحت نظارت مارتین بورمان رئیس دفتر خصوصی آدولف هیتلر ساخته شد.
آشیانهٔ عقاب برای پنجاهمین سالروز تولد هیتلر به عنوان هدیهٔ تولد از سوی مقامات ارشد حزب نازی ساخته شد. هدف اصلی آن‌ها ساخت مکانی برای آدولف هیتلر بود که درآنجا بتواند به دور از شلوغی‌های همیشگی و با توجه به موقعیت استثنایی محل به استراحت بپردازد.
مسئولیت ساخت آشیانه عقاب به عهده مارتین بورمان بود. مراحل ساخت آشیانهٔ عقاب ۱۳ ماه به طول انجامید و نهایتاً برای پنجاهمین سالگرد تولد هیتلر در سال ۱۹۳۹ میلادی آماده شد.

## مشخصات
آشیانه عقاب بر روی بالاترین نقطه کوه کول اشتاین به ارتفاع ۱۸۳۴ متر قرار دارد که به‌وسیله یک راه ۶٫۵ کیلومتری که تنها برای این منظور ساخته شده بود، به آشیانه عقاب متصل می‌شد. برای ۱۲۴ متر پایانی، آسانسوری عمودی در زیر تونلی که در عمق ۱۲۴ متری زیر سطح آشیانه عقاب احداث شده بود، استفاده شد. در اتاق اصلی پذیرایی یک شومینه مرمرین ایتالیایی قرار دارد که توسط بنیتو موسیلینی به هیتلر هدیه داده شده بود. طراحی داخلی آشیانه عقاب بر عهده پائل لازلو بود.

## پس از شکست آلمان
با وجود نزدیکی اقامتگاه محبوب ایام تعطیلات هیتلر (برگهوف) به آشیانه عقاب وی به ندرت در آن اقامت گزید و از این روی آشیانه عقاب از سیر حملات مخرب جنگ جهانی دوم سالم و دست نخورده باقی ماند.
نیروهای کماندویی واحد ۱۰۱ هوایی آمریکا، اولین گروهی بودند که توانستند خود را پس از خودکشی هیتلر و همسرش اوا براون به آشیانه عقاب برسانند و آنجا را تحت کنترل خود درآورند. تا سال ۱۹۶۰ میلادی آشیانهٔ عقاب در دست نیروهای آمریکایی قرار داشت تا اینکه نهایتاً به استان بایرن آلمان بازپس داده شد و هم‌اینک به عنوان مکانی توریستی مورد استفاده قرار می‌گیرد.

## نگارخانه

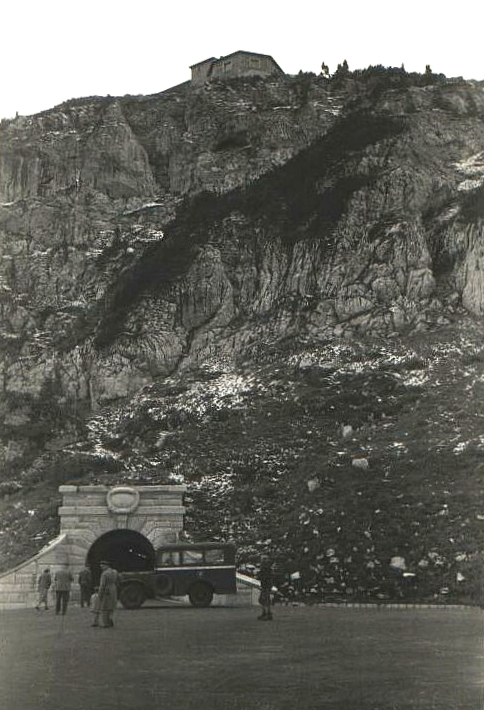
نمایی از ورودی تونل به آسانسور زیرزمینی که به آشیانهٔ عقاب منتهی می‌شود. تصویر مربوط به سال ۱۹۵۴ میلادی
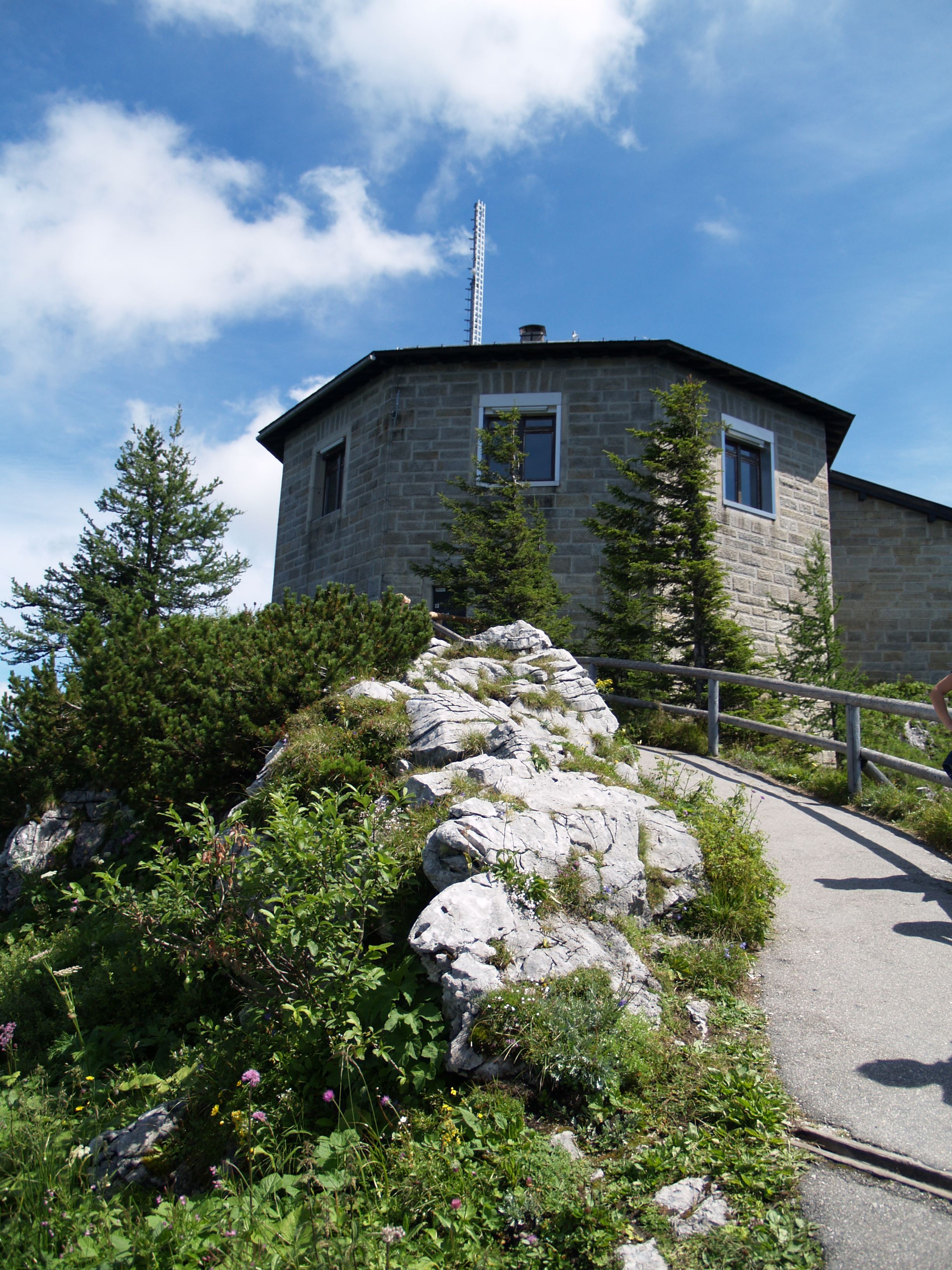
آشیانه عقاب
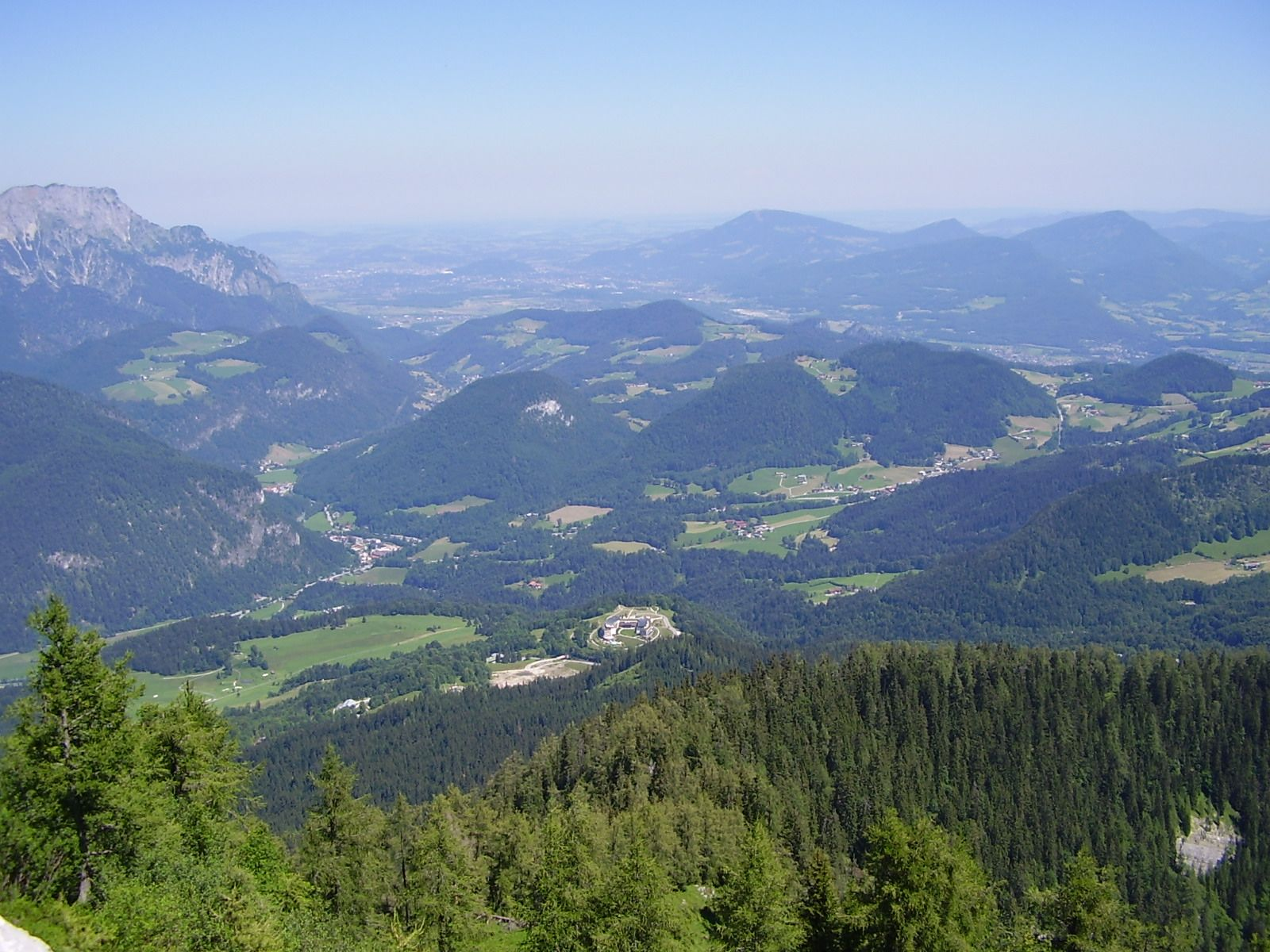
نمای کوه‌های آلپ از آشیانه عقاب